# Homeoura nepos
Homeoura nepos – gatunek ważki z rodziny łątkowatych (Coenagrionidae).